# Diários astronômicos babilônicos

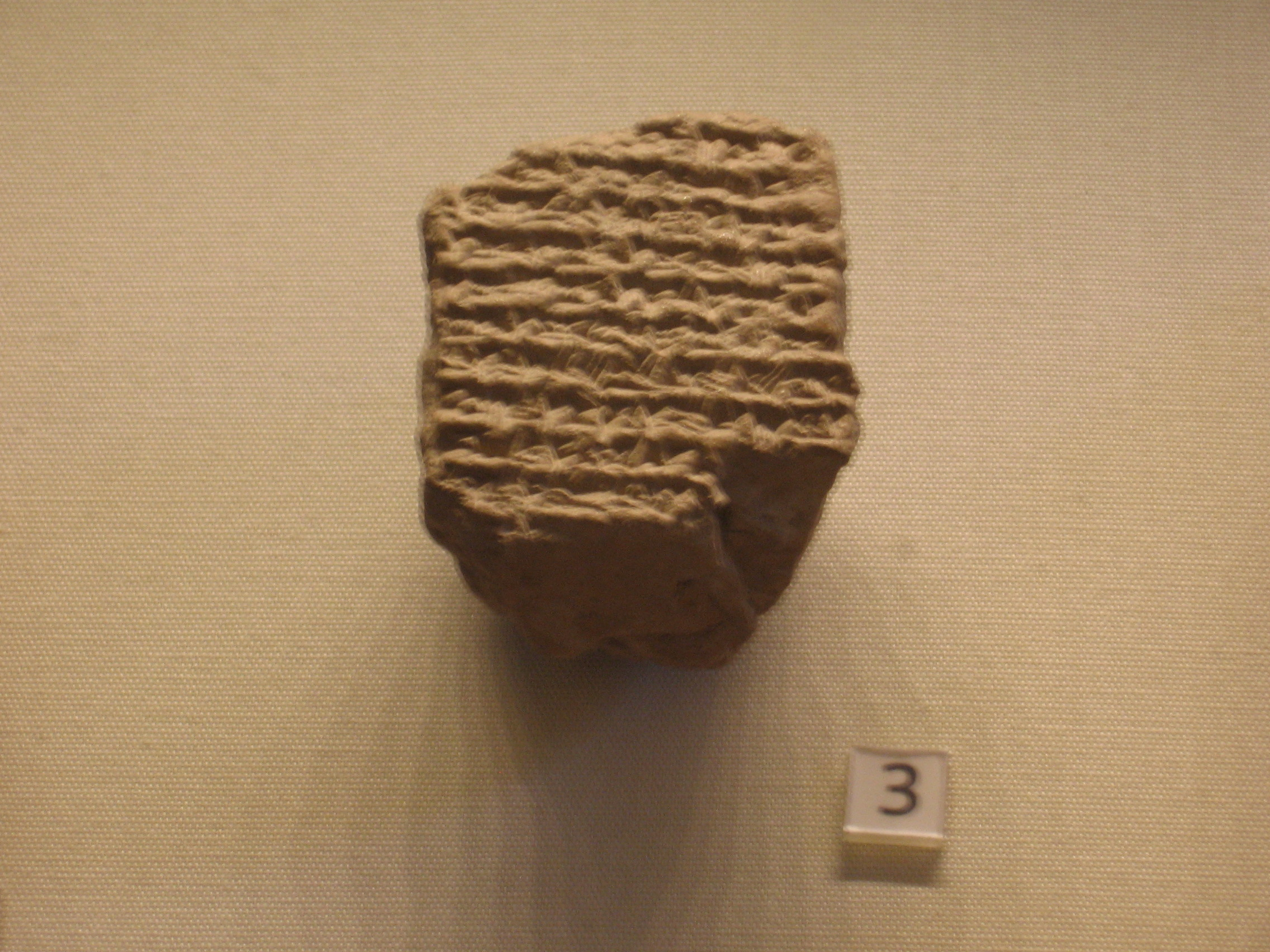
Um diário astronômico registrando a morte de Alexandre, o Grande (Museu Britânico)

Os diários astronômicos babilônicos são uma coleção de textos cuneiformes babilônicos que contêm registros sistemáticos de observações astronômicas e eventos políticos, bem como previsões baseadas em observações astronômicas. Eles também incluem outras informações, como preços de commodities para datas específicas e relatórios meteorológicos.
Atualmente, eles estão armazenados no Museu Britânico. Sugere-se que os diários foram usados como fontes para as crônicas babilônicas.

## História
Os babilônios foram os primeiros a reconhecer que os fenômenos astronômicos são periódicos e a aplicar a matemática às suas previsões. O texto astronômico significativo mais antigo conhecido é a Tabuleta 63 da coleção Enûma Anu Enlil, a tabuleta de Vênus de Amisaduca, que lista o primeiro e o último nascer visível de Vênus ao longo de um período de cerca de 21 anos. É a evidência mais antiga de que fenômenos planetários eram reconhecidos como periódicos. Os registros sistemáticos de fenômenos ameaçadores em diários astronômicos começaram durante o reinado de Nabonassar (747–734 a.C.), quando ocorreu um aumento significativo na qualidade e frequência das observações astronômicas. Isso permitiu, por exemplo, a descoberta de um ciclo Saros repetitivo de 18 anos de eclipses lunares.